# 임성호
임성호(林成浩, 1959년 ~ )는 대한민국의 교수이자 정무직공무원이며, 2014년부터 2016년까지 국회입법조사처 처장을 역임했다.

## 출신 학교
- 서강대학교 정치외교학 학사
- 서강대학교 대학원 정치학 석사
- 매사추세츠 공과대학교 대학원 정치학 박사

## 주요 경력
- 1993년 ~ 1995년 : 시몬스컬리지 정치학과 조교수
- 1996년 ~ 2000년 : 경희대학교 정경대학 사회과학부 정치외교학과 조교수
- 1999년 ~ 2003년 : 경희대학교 대학원 정치학과 주임교수
- 1999년 ~ 2003년 : 경희대학교 정치외교학 전공지도교수
- 2000년 ~ 2005년 : 경희대학교 정경대학 사회과학부 정치외교학과 부교수
- 2005년 ~ 현재 : 경희대학교 정경대학 사회과학부 정치외교학과 교수
- 2006년 : 경제정의실천시민연합 정치개혁위원회 위원장[1]
- 2007년 ~ 2013년 : 서울특별시선거관리위원회 위원[1]
- 2009년 : 한국정당학회 회장[1]
- 2011년 ~ 2014년 : 경희대학교 교무처장[1]
- 2013년 : 국회의장 산하 정치쇄신자문위원회 위원[1]
- 2014년 10월 ~ 2016년 12월 : 국회입법조사처 처장
- 경희대학교 인류사회재건연구원장[1]
- 국회입법조사처 조사분석지원위원[1]
- 국회의장 산하 국회개혁자문위원회 위원[1]

## 저서
- 《정치과정의 동학 : 한미일 사례연구》(경희대학교출판국, 2004년) ※임성호, 김의영, 송석원 공저 ISBN 9788982221934
- 《지구화시대의 정당정치》(한다D&P, 2011년) ISBN 9788994180137